# Jokosuka kaigun kókútai
Jokosuka kaigun kókútai (横須賀海軍航空隊), Jokosuka kókútai (横須賀航空隊), či Joko kú (横空), neboli Jokosucká (námořní) letecká skupina/pluk, byla kókútai japonského císařského námořního letectva. Byla zformována 1. dubna 1916 v Jokosuce jako první kókútai císařského námořního letectva (operační způsobilosti ale dosáhla až po Sasebo kaigun kókútai). Podléhala Jokosuka čindžufu (横須賀鎮守府 ~ jokosucká námořní základna) a domovskou základnou byla Oppama (追浜) na Nacušimě (夏島).
Primárním úkolem této první zřízené kókútai byl výcvik pilotů a personálu mladého námořního letectva, vývoj taktiky nasazení a evaluace nových konstrukcí. Po založení dalších výcvikových kókútai ve 20. letech se věnovala výcviku vyšší pilotáže. Vedle čistě cvičných strojů používala širokou škálu hydroplánů i pozemních bojových letounů. Kvůli vývoji taktiky nasazení a zkoušení nových prototypů prošly přes Joko kú prakticky všechny typy bojových letounů, které císařské námořní letectvo používalo.
Koncem války zasáhla i do bojů proti postupujícím Spojencům. Předsunutá jednotka operující z Iwodžimy zasáhla do bitvy ve Filipínském moři, od podzimu 1944 bránila region Kantó před nálety B-29 a palubních letounů Spojenců a během bitvy o Okinawu doprovázela letouny kamikaze.

## Historie a nasazení

### Před druhou světovou válkou

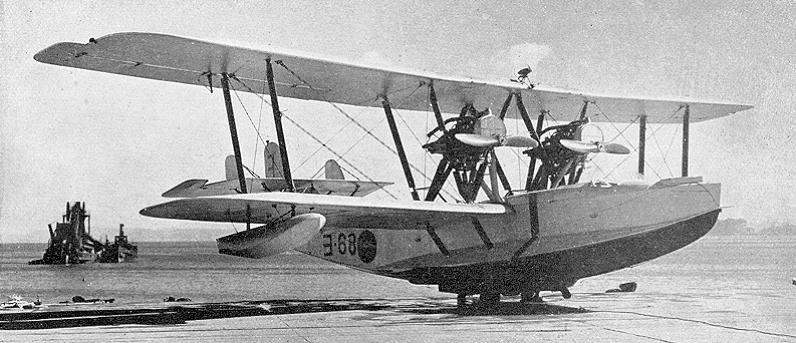
Létající člun H1H ヨ-68

V rozpočtovém roce 1916 získalo císařské námořnictvo finanční prostředky na vybudování prvních tří kókútai. Jako první z nich byla již 1. dubna 1916 v Jokosuce zformována Jokosuka kókútai. Ta se věnovala primárně výcviku a jednou ročně se účastnila cvičení císařského námořnictva. Prvním velitelem se stal taisa (大佐 ~ námořní kapitán) Širó Jamauči, veterán první čínsko–japonské a rusko–japonské války.
Po založení Kasumigaura kú v roce 1922 se základní letecký výcvik přesunul k této nové jednotce. Joko kú se ale k základnímu leteckému výcviku vrátila v letech 1930 až 1939 v rámci nového námořního přípravného leteckého kurzu pro studenty – tzv. jokaren (予科練).
Poté, co americký brigádní generál Billy Mitchell uskutečnil v roce 1921 sérii testů, které měly prověřit účinky leteckého bombardování na velké válečné lodě, se i císařské námořnictvo rozhodlo provést vlastní testy. Ve dnech 5. až 8. července 1924 tak letouny Joko kú provedly několik útoků na vyřazený kaibókan Iwami (ex ruský predreadnought Orjol), který byl zakotven u Džógašimy na východě Sagamského zálivu. V roce 1932 začala Joko kú, spolu s nově založeným Kaigun kókúšó (海軍航空廠 ~ námořní letecký arzenál), zkoumat tehdy novou taktiku leteckého bombardování ze střemhlavého letu. K tomu používala upravené dovezené britské stíhačky Bristol Bulldog a cílem byla vyřazená minonoska Aso (ex ruský pancéřový křižník Bajan).
Výcvik vyšší pilotáže v Joko kú byl využit i pro propagaci císařského námořního letectva a získávání finančních prostředků pro nákup nových letadel. V roce 1931 založil Jošito Kobajaši létající cirkus, který následně expandoval (ze tří na devět pilotů) a v roce 1932 se jeho velení ujal Minoru Genda – tak v rámci Joko kú vznikl „Gendův (létající) cirkus“ (源田サーカス Genda sákasu).
Ve třicátých letech přišel tehdejší poddůstojník Isamu Močizuki s novým manévrem pro letecký souboj: takzvaný hineri komi (捻り込み nebo též ひねり込み ~ obrat dovnitř), který spočíval v kombinaci polovičního přemetu s výkrutem, umožňoval pronásledovanému letounu setřást protivníka a naopak získat výhodnou palebnou pozici za nepřátelským letounem. Tento manévr se stal standardním manévrem stíhačů námořního letectva.

### Druhá světová válka
V roce 1940 se u jednotky uskutečnila série testů shazování torpéd v mělkých vodách. Testy vedl torpédový expert Šigeharu Murata a tato technika byla později zdokonalena a využita při útoku na Pearl Harbor. Počátkem roku 1941 se u Joko kú uskutečnil nácvik bombardování z horizontálního letu pro palubní útočné letouny. I toto techniku použily B5N2 (nejenom) při útoku na Pearl Harbor.
V únoru 1944 – poté, co bylo americké loďstvo zpozorováno u Marian – byla Joko kú dočasně podřízena Spojenému loďstvu, aby bránila domácí ostrovy před předpokládaným nájezdem.
Z větší části stíhačů Joko kú (56 ze 108 strojů v červnu 1944) a 27. kókú sentai (航空戦隊 ~ letecká flotila) byla zformována takzvaná Hačiman butai (八幡部隊 ~ jednotka Hačiman), která byla po bitvě ve Filipínském moři přesunuta na Iwodžimu. Vyčleněné jednotce velel šósa (少佐 ~ korvetní kapitán) Tadaši Nakadžima. Pod jeho velením přeletělo 22. června na Iwodžimu prvních 27 A6M z Joko kú. Ty se 24. června, spolu s dalšími stíhači Hačiman butai (části Kókútai 252 a 301), postavily nájezdu americké Task Force 58 na Iwodžimu. Piloti Joko kú si při vlastní ztrátě devíti A6M nárokovali jedenáct sestřelených letounů protivníka a dalších šest pravděpodobných sestřelů. Mezi skórujícími piloty byli hikó heisóčó (飛行兵曹長 ~ praporčík) Kanejoši Mutó, který si nárokoval čtyři sestřely, a jednooký hikó heisóčó Saburó Sakai se dvěma nárokovanými sestřely. Odpoledne téhož dne podnikli Japonci pokus o protiúder na americké letadlové lodě, kterého se zúčastnili i stíhači Joko kú. Bombardéry s doprovodem 23 A6M byly u Farallon de Pajaros napadeny Hellcaty, které sestřelily deset A6M a sedm bombardérů. Jednalo se pravděpodobně o stíhače z USS Hornet a USS Bataan.
Dne 25. června přelétlo na Iwodžimu dalších 24 A6M a pět Gekkó od Joko kú. K dalším americkým náletům na Iwodžimu došlo 3. a 4. července. Jelikož prakticky všechny japonské letouny byly zničeny, byli piloti Joko kú 6. července odesláni transportními letouny zpět na domácí ostrovy.
10. července 1944 byly v rámci Joko kú sestaveny dvě hikótai: Sentó 701 (戦闘701, zkratka z 戦闘第七〇一飛行隊 Sentó dai-701 hikótai ~ stíhací hikótai), která byla zpočátku vybavena novými N1K1-J (Šiden) a později byla převedena pod Kókútai 341, a noční stíhací Sentó 851.
3. prosince 1944 se čtyři Raideny od Joko kú přidaly do boje s B-29 od 73rd BW, které toho dne podnikly nálet na leteckou továrnu v Musašino, ale pouze hikó heisóčó Juzaburo Togučimu bylo přiznáno poškození jedné B-29.

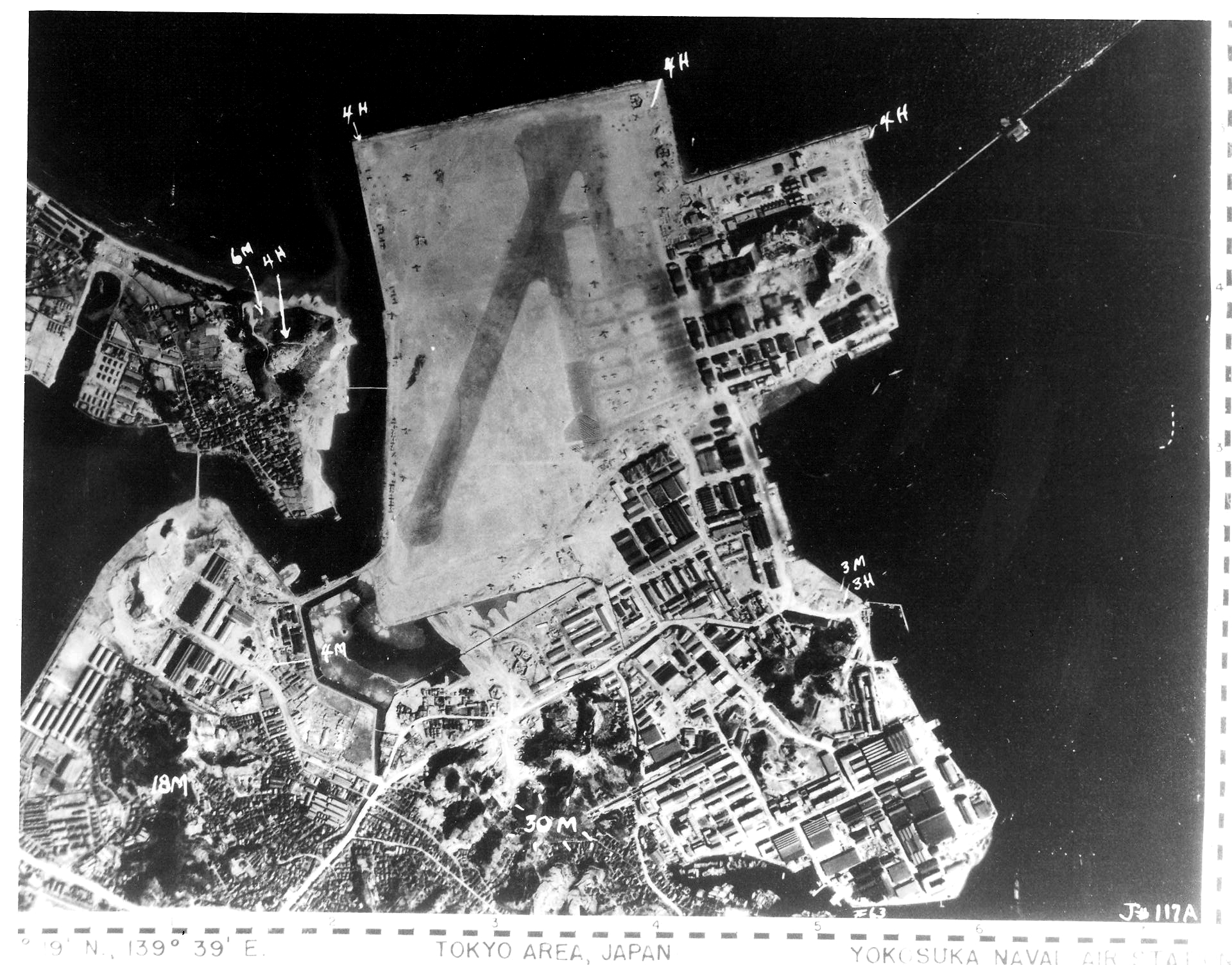
Letecká základna Oppama – mimo jiné domovská základna Joko kú – vyfotografovaná americkým námořním průzkumem v únoru 1945

Z odloučené jednotky, která působila z letiště Hjakurigahara v prefektuře Ibaraki, byla 5. února 1945 sestavena stíhací Kaigun kókútai 312. Ta měla mít ve výzbroji nové raketové stíhací letouny J8M1.
V rámci přípravy vylodění na Iwodžimě napadly 16. února 1945 americké palubní letouny z letadlových lodí Mitscherovy TF 58 cíle v Kantó. Jednalo se o první útok palubních letounů na domácí japonské ostrovy. Nejméně deset stíhačů od Joko kú, které vedl tai'i (大尉 ~ poručík) Juzó Cukamoto, se přidalo k obraně napadené oblasti. Střetli se se sedmi F6F-5 Hellcat od VF-82 z USS Bennington. Hikó heisóčó Kanejoši Mutóovi bylo přiznáno sestřelení čtyř nepřátelských letounů (vzniklá legenda ale ignoruje účast dalších pilotů a všechny sestřely připisuje Mutóovi). Šó'i (少尉 ~ podporučík) Macuo Hagiri, který pilotoval nový Šiden-kai, si nárokoval sestřelení jednoho Hellcatu. Americké nálety pokračovaly i následující den (tj. 17. února). Toho dne se skupině stíhačů Joko kú podařilo překvapit skupinu přibližně devatenácti F6F Hellcat a F4U Corsair, přičemž si nárokovali třináct jistých a šest pravděpodobných sestřelů.
Počátkem dubna 1945 posilovalo císařské námořní letectvo jednotky na Kjúšú, aby čelily spojenecké invazi na Okinawu. Na letiště Kasanbara v prefektuře Kagošima se tak přesunula i buntai (分隊 ~ letka) A6M od Joko kú. Odloučené buntai velel tai'i Kunio Iwašita a zpět do Oppamy se vrátila v polovině dubna.
Proti náletům B-29 zasahovala Joko kú pouze sporadicky. V noci z 15. na 16. dubna 1945 si posádka J1N1-S, ve složení velitel (na místě pozorovatele) šó'i Širó Kurotori a pilot ittó hikó heisó (一等飛行兵曹 ~ četař) Juzó Kuramoto, nárokovala jednu sestřelenou a jednu poškozenou B-29. Ta samá posádka si s J1N1-Sa ヨ-101 s radarem FD-2 v noci z 25. na 26. května nárokovala pět sestřelených a jednu poškozenou B-29.

### Kapitulace a incident z 18. srpna
Poté, co císař 15. srpna 1945 oznámil kapitulaci, se část pilotů Joko kú odmítla smířit s kapitulací a přidala se k pilotům Kókútai 302 v odporu proti kapitulaci. K pilotům Joko kú, kteří odmítli uznat kapitulaci, patřili i Saburó Sakai a Sadamu Komači.
Dne 18. srpna zaútočili stíhači od Joko kú na dva bombardéry B-32-20-CF Dominator (42-108532 „Hobo Queen II“ a nepojmenovaný 42-108539) od 386th BS, 312th BG, 310th BW, 5th AF USAAF (~ 386. bombardovací squadrona 312. bombardovací skupiny 310. bombardovacího křídla 5. letecké armády amerického armádního letectva), které ověřovaly dodržování zastavení palby. Oba bombardéry sice nakonec vyvázly a vrátily se na základnu, ale 42-108539 byl těžce poškozen a na jeho palubě zahynul palubní střelec SGT (~ četař) Anthony J. Marchione. Útoku se zúčastnili i Komači a Sakai (který ale ve svých vzpomínkách Dominatory chybně identifikoval jako B-29). Je možné, že Joko kú se podílela i na předchozím incidentu, ke kterému došlo 17. srpna (tehdy ale všechny tři zúčastněné Dominátory vyvázly beze ztrát).
19. srpna byly ze všech letounů sejmuty vrtule, aby se již podobný incident nemohl opakovat.

## Označování letounůJokosuka kaigun kókútai

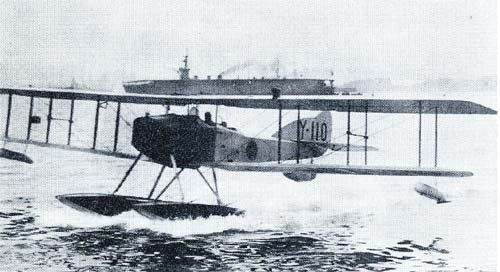
Hydroplán Jokosuka Ro-gó Kó-gata Y-110 ukazuje ranou podobu označení letounů Joko kú

Letouny Jokosuka kókútai nesly postupně jako prefix kódového označení následující kódy:
- Y do 26. července 1921[33]
- R do 26. července 1921 u podřízených výcvikových jednotek[33]
- ヨ (katakanou psané „jo“) od 26. července 1921[33]

## LetadlaJokosuka kókútai

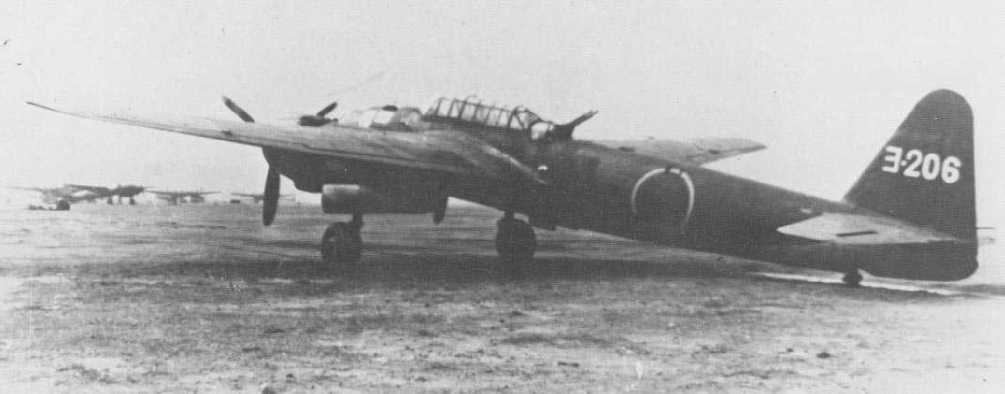
P1Y1b ヨ-206

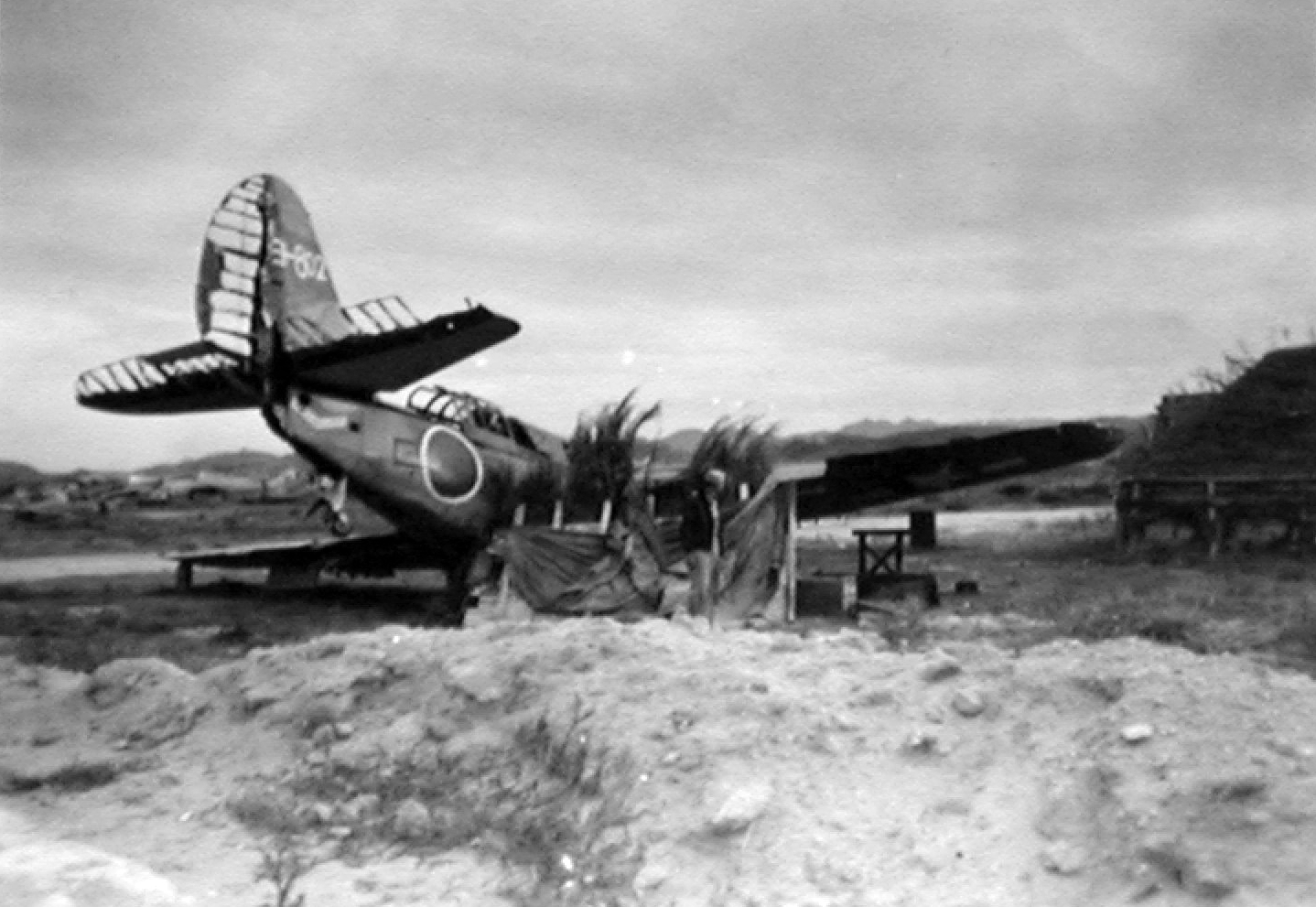
Původně americký SB2C v barvách Joko kú jako ヨ-802

Během více než 29 let existence se u jednotky objevily prakticky všechny typy letounů používaných císařským námořnictvem.
V prosinci 1941 měla Joko kú ve svém stavu celkem 105 bojových letounů:
- 24 stíhacích letounů[34] A5M4[35]
- 12 střemhlavých bombardérů[34] D3A1[35]
- 36 palubních útočných letounů (kankó)[34] B5N[35]
- 12 pozemních útočných letounů (rikkó)[34] G3M2[35]
- 12 dvoumístných pozorovacích a průzkumných hydroplánů[34]. Podle Vejříka se ale mělo jednat o třímístné E7K2[35]
- 6 třímístných průzkumných hydroplánů[34] E13A1[35]
- 3 létající čluny[34] H6K4[35]

V únoru 1944 disponovala Joko kú přibližně 108 bojovými letouny následujících typů:
- A6M5
- J2M
- J1N1-S
- G4M2
- D4Y
- B6N1
- C6N1

K nestandardnímu vybavení jednotky patřily i ukořistěné stroje – z konce války jsou fotograficky doloženy americký stíhací F6F-5 Hellcat ヨ-801 (BuNo 71441; ex „29“ od VF-44 z USS Langley) a střemhlavý bombardér SB2C Helldiver ヨ-802.